# Rupert (Virgínia Ocidental)
Rupert é uma cidade  localizada no estado norte-americano de Virgínia Ocidental, no Condado de Greenbrier.

## Demografia
Segundo o censo norte-americano de 2000, a sua população era de 940 habitantes.
Em 2006, foi estimada uma população de 934, um decréscimo de 6 (-0.6%).

## Geografia
De acordo com o United States Census Bureau tem uma área de
2,0 km², dos quais 2,0 km² cobertos por terra e 0,0 km² cobertos por água. Rupert localiza-se a aproximadamente 742 m acima do nível do mar.

## Localidades na vizinhança
O diagrama seguinte representa as localidades num raio de 28 km ao redor de Rupert.